# カテリーナ・カゼッリ
カテリーナ・カゼッリ（イタリア語: Caterina Caselli、1946年10月25日 - ）はイタリアの歌手、音楽プロデューサー、女優、テレビ司会者。日本ではデビュー時よりカンツォーネ歌手として紹介されるときにはカテリーナ・カセルリと記される。

## 略歴
エミリア＝ロマーニャ州モデナ県サッスオーロに生まれる。1963年のカストロカーロ新人コンクールに入賞しデビュー。デビュー前の音楽活動としては、地元のクラブでベースの演奏をしていた。 
1966年にサンレモ音楽祭に初出場、もともとアドリアーノ・チェレンターノのための楽曲であった「Nessuno mi può giudicare 青春に生きる」を歌って入賞（パートナーはジーン・ピットニー）、デビュー曲となった本曲はゴールド認定を受けた 。抜群のスタイルと個性的なファッション、ハスキーな声で一躍スターとなる。金髪のボブのヘアスタイルは「ゴールデンヘルメット」と呼ばれ彼女のニックネームとなった。 
1967年には「Il cammino di ogni speranza 風に消えた恋」でサンレモ音楽祭に連続出場する。
1968年には「The days of Pearly Spencer パーリー・スペンサーの日々」をカバーした「Il volto della vita」をヒットさせ、カンタジーロ（イタリア歌謡フェスティバル）で優勝する。
1968年、パオロ・コンテ作曲の「Insieme a te non ci sto più（愛は彼方に）」がヒットし成功を収める。2006年には、ミケーレ・ソアヴィのネオ・ノワール映画「グッドバイキス」のサウンドトラックのための本曲の新バージョンを再録、ダビデ・ディ・ドナテッロ賞のベストソングを受賞した。
その後も活躍を続けるが、1969年にCGDレコード副社長のピエロ・シュガーと結婚し、1975年に引退する。その後はCGDのプロデューサーとして、シュガーレコードを中心にGiuni Russo、Paolo Vallesi、アンドレア・ボチェッリ、Gerardina Trovato、フィリッパ・ジョルダーノ、Piccola Orchestra Avion Trave、Gazosa、エリサ、Negramaro、マリカ・アヤン, ラファエル・グアラッツィ、Giovanni Caccamoらを輩出している。
1990年のサンレモ音楽祭に久々に出場し「Bisognerebbe non pensare che a te」を歌った。
2009年、ラクイラ地震で襲われたアブルッツォのためのチャリティーソングプロジェクト「Artisti uniti per l'Abruzzo」に、他の56人のイタリア人アーティストと共にレコーディングに参加した。 
2012年6月25日、イタリア北部地震の影響を受けたエミリア＝ロマーニャ州被災者のためにボローニャで開催された「Concerto per l'Emilia」に歌手として復帰し参加した。

## 主な楽曲
- 1964年 - Ti telefono tutte le sere（MRCからのデビュー曲）
- 1965年 - Sono qui con voi（あなた達と一緒　第4回カンタジーロジローネＢ）
- 1966年 - Nessuno mi può giudicare（青春に生きる　サンレモ音楽祭入賞曲）
- 1966年 - Perdono（涙を許して）
- 1966年 - L'uomo d'oro（黄金の男）
- 1966年 - Cento giorni（恋の100日）
- 1967年 - Il cammino di ogni speranza（風に消えた恋　サンレモ音楽祭参加曲）
- 1967年 - Sono bugiarda（アイム・ア・ビリーヴァー 恋に生きよう）
- 1967年 - Sole spento（愛なき太陽）
- 1968年 - Il volto della vita（愛の面影　パーリー・スペンサーの日々THE DAYS OF PEARLY SPENCER [I]）
- 1968年 - L'orologio（時計）
- 1968年 - Insieme a te non ci sto più　（愛は彼方に）
- 1968年 - Il carnevale（カーニヴァル）
- 1969年 - Il gioco dell´amore（恋の遊び　サンレモ音楽祭入賞曲）
- 1969年 - Tutto da rifare（愛の復活）
- 1969年 - Emanuel（エマヌエル）
- 1969年 - Una pagina a caso
- 1970年 - Re di cuoriIl（心の王さま　サンレモ音楽祭入賞曲）
- 1970年 - Spero di svegliarmi presto（めざめて愛して）
- 1970年 - L'umanità
- 1970年 - La mia vita, la nostra vita
- 1970年 - Viale Kennedy（ケネディ通り）
- 1971年 - Ninna Nanna (Cuore Mio)（ニンナ・ナンナ　サンレモ音楽祭入賞曲）
- 1971年 - La casa degli angeli（天使の家　さすらいの青春 A AM.. I SAD）
- 1972年 - Com'è buia la città（消えゆく太陽　AIN'T NO SUNSHINE）
- 1972年 - Che strano amore
- 1972年 - È domenica mattina（雨の降る日曜日）
- 1973年 - Un sogno tutto mio
- 1974年 - Momenti si momenti no（ひとときの夢）
- 1974年 - Desiderare（憧れ）
- 1975年 - Seguila
- 1983年 - Amico è（ダリオ・バルダン・ベンボとテュエット）
- 1990年 - Bisognerebbe non pensare che a te（サンレモ音楽祭入賞曲）
- 1990年 - Come mi vuoi

## アルバム
- 1966 - Casco d'oro (CGD, FG 5029)
- 1967 - Diamoci del tu (CGD, FG 5033)
- 1970 - Caterina Caselli (CGD, FGS 5080)
- 1972 - Caterina Caselli (CGD, FGL 5105)
- 1974 - Primavera (CGD, 69071)
- 1975 - Una grande emozione (CGD, 69121)
- 1990 - Amada mia (Sugar Music 508100-1)